# منحدر حراري

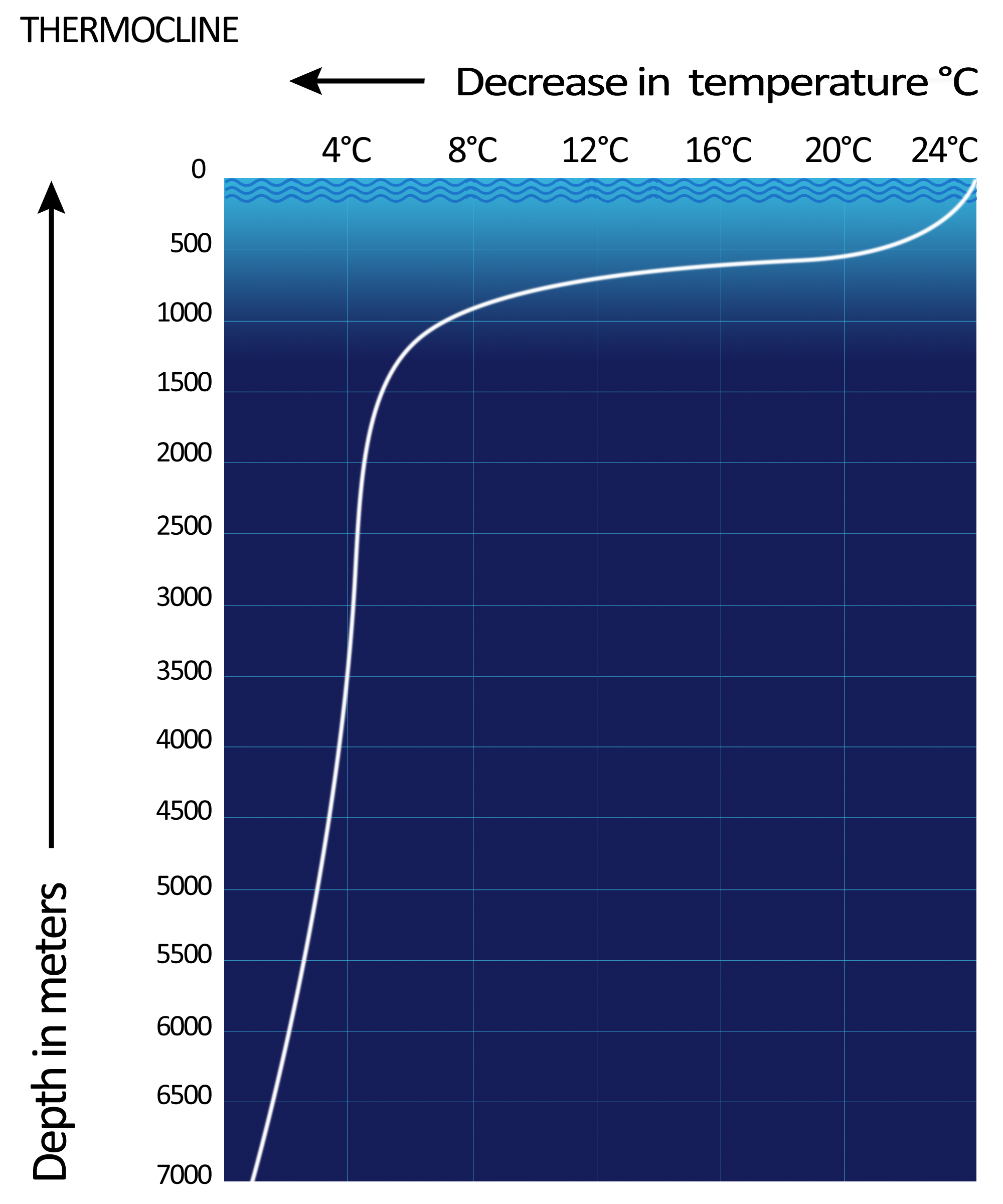

طبقة الانحدار الحراري أو المنحدر الحراري أو طبقة التدرج الحراري أو الممال الحراري منطقة في بحيرة أو بحر أو محيط، وهي طَبَقَةُ تَدَرُّجٍ حَراريّ سَريع، منفصلة عن الطبقة العميقة.
في علم المناخ هي المنطقة الانتقالية الحرارية من المياه، تقع في مكان متوسط بين المياه العميقة والمياه السطحية، وتنخفض فيها درجات الحرارة بسرعة، مقارنة بطبقات المياه فوقها وأسفل منها.
في محيطات العالم، أغلبها أضحل من كيلومتر واحد، تتناقص فيها درجة الحرارة تناقصا سريعا مع العمق، وتشكل الحد الفاصل ما بين مياه السطح والأعماق.
وهو الزيادة في درجة حرارة الأرض كلما تعمقنا فيها.
يزداد بمقدار 25 درجة سيليزية لكل 1 km
ولكن عند الوشاح تهبط الزيادة بمقدار 1درجة لكل 1 km
ويعد اللب الداخلي للارض صلب.